# Міська премія імені Уласа Самчука в галузі літератури (Рівне)
Міська премія імені Уласа Самчука в галузі літератури (Рівне) — найвища в місті творча відзнака письменників за вагомий внесок у розвиток літератури. Заснована в 2012 р.

## Історія премії
Життя і діяльність українського письменника, публіциста, громадського діяча Уласа Самчука були тісно пов’язані з Рівненщиною. Тут він народився, жив і працював редактором газети «Волинь» (1941-1943). Іменем Уласа Самчука названо вулицю в Рівному, на честь 100-річчя з дня народження письменника встановлено пам’ятник. У місті діє літературний музей Уласа Самчука (2007). 
Міська премія імені Уласа Самчука в галузі літератури заснована відповідно до розпорядження міського голови від 18.04.2012 р. № 385-р «Про міську літературну премію імені Уласа Самчука» з метою увічнення пам’яті видатного українського письменника Уласа Самчука, заохочення сучасних прозаїків до написання творів, присвячених висвітленню кращих здобутків сьогодення, популяризації новітньої української літератури та відзначення кращих митців в галузі літератури. Премією відзначаються твори літератури (поезія, проза, драматургія) та публіцистики. Нею нагороджують письменників за високоідейні й високохудожні твори та роботи в галузі літератури.
Перший Диплом та Почесний знак лауреата 20 лютого 2013 р. отримав Шморгун Євген Іванович – рівненський письменник, краєзнавець, видавець, громадський діяч.

## Положення про премію
- Міська премія імені Уласа Самчука в галузі літератури (надалі – Премія), заснована на вшанування великого українського письменника, публіциста і громадського діяча Уласа Олексійовича Самчука (1905-1987 рр.), є найвищою в місті відзнакою і присуджується до дня народження Уласа Самчука (20 лютого), починаючи з 2013 року у розмірі 12 (дванадцять) тисяч гривень.
- Премією відзначаються твори літератури та публіцистики, що збагачують духовний світ нашого сучасника, будять історичну пам’ять народу, його національну свідомість та самобутність, спрямовані на державотворення і демократизацію суспільства, що стали помітним явищем в літературі та публіцистиці. Премія встановлюється у галузі літератури (поезія, проза, драматургія), публіцистика.
- На здобуття премії щорічно висуваються літературні твори, які вийшли друком протягом останніх трьох років, але не пізніш як за два місяці до їх висунення на здобуття Премії.
- Премія є персональною, присуджується авторові один раз за життя.
- Пропозиції щодо претендентів на здобуття Премії подаються органами державної виконавчої влади та місцевого самоврядування, творчими спілками, культурно-мистецькими закладами, науковими та навчальними закладами, громадськими організаціями, самовисуванням.
- Документи на здобуття Премії подаються в управління культури і туризму виконавчого комітету Рівненської міської ради до 5 лютого поточного року за адресою м. Рівне, вул. Кавказька, 15
- Для участі подаються:

-клопотання про присудження Премії з короткою характеристикою твору та його автора (колективу авторів);
-твори у друкованому вигляді (не менше 3-х примірників);
-2 рецензії на твір кандидата (кандидатів) на здобуття Премії;
-копії паспорта та ідентифікаційного номера претендента або, в разі коли є колектив авторів, - копії паспортів та ідентифікаційних номерів кожного члена колективу;
- Премією нагороджуються літератори, що народилися, проживають або тривалий час працювали в м. Рівному.
- Для розгляду поданих документів, зазначених у пункті 7 цього Положення, визначення та нагородження претендентів утворюється Комітет із присудження міської літературної Премії імені Уласа Самчука в складі 11 (одинадцяти) осіб.
- Члени Комітету, в разі розгляду їх претендентів на здобуття Премії, не мають права голосу[1].

## Диплом та Почесний знак лауреата
Особам, удостоєним премії, присвоюється звання лауреата Міської літературної премії імені Уласа Самчука, і вручаються Диплом та Почесний знак лауреата.
Диплом лауреата Міської літературної премії імені Уласа Самчука являє собою аркуш формату А4 коричневого кольору, на лицьовому боці якого вміщено портрет Уласа Самчука, зображення стилізованого гусячого пера як символу літературної творчості та розташовано напис «Диплом лауреата міської літературної премії імені Уласа Самчука». По периметру аркуш облямовано лиштвою з орнаментом абстрактних форм темно-коричневого та сірого кольору. У верхній та нижній частині диплому – елементи з рослинними мотивами сірого кольору.
Почесний знак лауреата Міської премії імені Уласа Самчука виготовляється з металу і має форму стрічки національних кольорів. На ній – стилізоване зображення гусячого пера та напис «Лауреат премії імені Уласа Самчука».

## Лауреати міської премії імені Уласа Самчука
2013 - Шморгун Євген Іванович (за твори «...І пітьма не здолала його», «Твердь»)
2014 - Велесик Петро Якович (за роман у новелах «.Лови кажанів»)
2015 - Басараба Василь Наумович (за роман «Страшний суд»)
2016 - Одерако Ірина Володимирівна (за роман «.Від світанку і до вічності»)
2017 - Медведєва  Олена Анатоліївна (за книгу «Рівненський буквар»)
2018 - Панченко Микола Олексійович (за книгу вибраних поезій «Твори»)
2019 – Баковецька (Рачковська) Ірина Володимирівна (за детективний роман «Пластилін»)
2020 – Мазаний Віктор Степанович (за книгу публіцистики «Кров репортера»)
2021 – Ірванець Олександр Васильович (за збіркуі п’єс «Три плюс два»)
2022 – Данильчук Галина Федорівна (за історико-публіцистичну трилогію «ПДМ: Вчора. Сьогодні. Завжди» та другу книгу нарисів «Рівне у долях його мешканців»)
2023 – Лимич Анна Андріївна (за книгу «Від чеського Kvasilova до Рівненської громади»)
2024 – Марчук Людмила (за історичний роман у трьох частинах «Я звідси не поїду»), Кривцов Максим (посмертно, за книгу поезії «Вірші з бійниці»)
2025 - Люліч Валентина Анатоліївна

## Комітет з міської літературної премії Уласа Самчука
Для розгляду поданих документів, зазначених у пункті 7 цього Положення, визначення та нагородження претендентів утворюється Комітет із присудження міської літературної Премії імені Уласа Самчука в складі 11 (одинадцяти) осіб. Комітет утворюється у складі голови, заступника голови та інших членів Комітету, які беруть участь у його роботі на громадських засадах. 

### Інформаційниі дайджести «Міська літературна премія імені Уласа Самчука»
Щорічно, після процедури нагородження, Рівненська центральна бібліотека ім. В. Г. Короленка випускає інформаційний дайджест про лауреата премії.
1. Міська літературна премія імені Уласа Самчука : інформ. дайджест : вип. 1 [Шморгун Є. І.] / Центр. міська б-ка ім. В. Г. Короленка ; авт.  Л. Ткач. – Рівне, 2014. – 8 с. – (Сер. «Найвищі відзнаки Рівного»).
2. Міська літературна премія імені Уласа Самчука : інформ. дайджест : вип. 2 [Велесик П. Я.] / Центр. міська б-ка ім. В. Г. Короленка ; авт.  Л. Ткач. – Рівне, 2014. – 8 с. – (Сер. «Найвищі відзнаки Рівного»).
3. Міська літературна премія імені Уласа Самчука : інформ. дайджест : вип. 3 [Басараба В. Н.] / Центр. міська б-ка ім. В. Г. Короленка ; авт.  Л. Грищук. – Рівне, 2015. – 8 с. – (Сер. «Найвищі відзнаки Рівного»).
4. Міська літературна премія імені Уласа Самчука : інформ. дайджест : вип. 4 [Одерако І. В.] / Центр. міська б-ка ім. В. Г. Короленка ; авт.  Л. Грищук. – Рівне, 2016. – 8 с. – (Сер. «Найвищі відзнаки Рівного»).
5. Міська літературна премія імені Уласа Самчука : інформ. дайджест : вип. 5 [Медведєва О. А.] / Центр. міська б-ка ім. В. Г. Короленка ; авт.  Л. Грищук. – Рівне, 2017. – 8 с. – (Сер. «Найвищі відзнаки Рівного»).
6. Міська літературна премія імені Уласа Самчука : інформ. дайджест : вип. 6 [Панченко М. О.]/ Центр. міська б-ка ім. В. Г. Короленка ; авт.  Л. Грищук. – Рівне, 2018. – 8 с. – (Сер. «Найвищі відзнаки Рівного»).
7. Міська літературна премія імені Уласа Самчука : інформ. дайджест : вип. 7 [Баковецька-Рачковська І.В.] / Центр. міська б-ка ім.В. Г. Короленка ; уклад.: Н. Гайдук, О. Сладковська. – Рівне, 2019. – 10 с. – (Сер. «Найвищі відзнаки Рівного»).
8. Міська літературна премія імені Уласа Самчука : інформ. дайджест : вип. 8 [В. С. Мазаний] / Центр. міська б-ка ім. В. Г. Короленка ; уклад.: Н. Гайдук, О. Сладковська. – Рівне, 2020. – 14 с. – (Сер. «Найвищі відзнаки Рівного»).
9. Міська літературна премія імені Уласа Самчука : інформ. дайджест : вип. 9 [О. В. Ірванець] / Центр. міська б-ка ім. В. Г. Короленка ; уклад.: Н. Гайдук, Т. Сяська. – Рівне, 2021. – 15 с. – (Сер. «Найвищі відзнаки Рівного»).